# 闵桂荣
闵桂荣（1933年6月2日—2021年4月28日），男，福建莆田人，中国工程热物理学及空间技术专家、中国空间技术研究院研究员。2021年4月28日，因病医治无效在北京逝世。

## 生平
闵桂荣1952年毕业于省立莆田中学（现莆田市第一中学）。闵桂荣在厦门大学机械系就读后转入南京工学院学习。1955年3月，加入中国共产党。1956年毕业于南京工学院（现东南大学）。1963年，获苏联科学院动力研究所副博士学位。1986年6月，中国科学技术协会第三次全国代表大会在北京召开，选举产生第三届全国委员会。6月28日，第三届全国委员会第一次会议召开，推举其担任常务委员。1993年，闵桂荣任“863计划”航天领域专家委员会首席科学家。1995年5月，中国科学技术协会第四次代表大会召开，并选举产生第四届全国委员会。5月27日，第四届全国委员会第一次会议召开，其被选为常务委员。

## 荣誉
1991年，当选为中国科学院院士。1992年当选国际宇航科学院院士。1994年，当选中国工程院院士。

## 社会兼职
曾任中国宇航学会名誉理事，全国政协第八、第九届委员，中国科协第三、第四、第五届常委。2001年6月，中国科学技术协会第六次全国代表大会召开，并选举其出任第六届全国委员会荣誉委员。